# Den sidste Mand paa Jorden
Den sidste Mand paa Jorden (originaltitel The Last Man on Earth) er en amerikansk stumfilm fra 1924 af John G. Blystone.

## Medvirkende
- Earle Foxe som Elmer Smith
- Grace Cunard som Gertie
- Gladys Tennyson som Frisco Kate
- Derelys Perdue som Hattie
- Maurice Murphy
- Clarissa Selwynne som Dr. Prodwell
- Fay Holderness
- Marion Aye som Red Sal
- Harry Dunkinson
- Marie Astaire som Paula Prodwell